# Zincocopiapite
La zincocopiapite è un minerale appartenente al gruppo della copiapite.